# 牧田習
牧田 習（まきた しゅう、1996年10月14日 - ）は、日本のタレント、昆虫学者（博士（農学））。
北海道大学理学部数学科卒業。東京大学大学院農学生命科学研究科農学国際専攻博士課程修了。兵庫県宝塚市出身。

## 来歴
清風中学校・高等学校を卒業後、2015年4月に北海道大学（総合入試理系の生物重点選抜群に合格、1年次は総合教育部に所属）へ入学。留学などの海外経験を経て、理学部数学科へ進学。
2018年9月、オスカープロモーションに所属。
2020年3月に北海道大学理学部数学科を卒業し、同年4月に東京大学大学院農学生命科学研究科修士課程入学。2022年3月に同修士課程を修了し、同年4月に同博士課程に入学。2025年3月24日、自身のInstagramを更新し、博士課程修了を報告した。

## 人物
3歳の頃に祖父が持ってきたミヤマクワガタをきっかけに昆虫に興味を持ち始め、中学校時代には昆虫サークル、高校時代には昆虫学会に参加。北海道大学への入学も「昆虫研究会」というサークルの存在を知ったのが理由。
昆虫研究家として出演したフジテレビ系『アウト×デラックス』（2019年6月20日放送回）では、同じく昆虫好きである中村俊介と意気投合した。
特技に三線、沖縄民謡、スキューバダイビング

## 著作リスト
- 『昆虫ハンター・牧田習のオドロキ!!昆虫雑学99』（KADOKAWA、2023年）
- 『昆虫ハンター・牧田習と親子で見つけるにほんの昆虫たち』（日東書院本社、2024年）
- 『昆虫ハンター牧田習の春夏秋冬むしとりカレンダー2025』（パルコ、2024年）[7]
- 『春夏秋冬いつでも楽しめる昆虫探し』（西片拓史絵、パルコ、2025年）

### 連載
- 「三度の飯より昆虫が好き！」（WEBザテレビジョン、2021年10月 - 2022年2月）

## 出演

### テレビ
NHK
- 「ダーウィンが来た!」 (2021年1月31日、NHK総合)
- 「マチスコープ」（2021年10月1日、Eテレ）
- 「NHK高校講座「歴史総合」」（2022年4月 - 、Eテレ） - レギュラー
- 「スマホで昆虫ズカーン！」（2023年8月26日 - Eテレ）[8]
- 「ザ・バックヤード 知の迷宮の裏側探訪」（2024年5月29日、2025年4月2日、Eテレ）
- 「ものすごい図鑑～ミヤマクワガタ」（2024年8月13日、Eテレ）
- 「趣味の園芸 やさいの時間 「里山菜園　有機のチカラ」」（2025年4月20日 - 、Eテレ） - レギュラー

民放
- 超逆境クイズバトル!! 99人の壁（2018年12月1日 - 2021年9月21日、フジテレビ）
- アウト×デラックス（2019年6月20日、フジテレビ）
- それって!?実際どうなの課（2020年9月30日、中京テレビ制作・日本テレビ系列）
- 猫のひたいほどワイド（2020年4月1日 - 、テレビ神奈川） - 水曜レギュラー[9]
- 東大生が通販してみた!!（2021年7月10日、テレビ朝日）
- 23時の密着テレビ「レベチな人、見つけた」」（2021年7月13日、テレビ東京）
- 有吉の世界同時中継 〜今、そっちってどうなってますか?〜（2022年2月24日、テレビ東京）
- あっぱれ!KANAGAWA大行進（2023年2月25日、テレビ神奈川）
- アナザースカイ（2023年10月28日、日本テレビ）
- 太田上田（2023年12月12日、中京テレビ）

### ラジオ
- GOGO RADIO（2018年12月 - 、FM NORTH WAVE）

## イベント・講演会
- 「イケメン昆虫博士「牧田習」と一緒に夏休み自由研究」（2019年8月11日、高尾山）[10]
- 「昆虫ハンター牧田習のトークショー」（2024年7月21日、名鉄トヨタホテル）[11]
- 「世界一美しい昆虫展」昆虫ハンター牧田習特別企画！トークショー＆クイズ大会＆サイン会」（2024年8月12日・14日、丸井今井札幌本店）[12]